# Guido da Siena

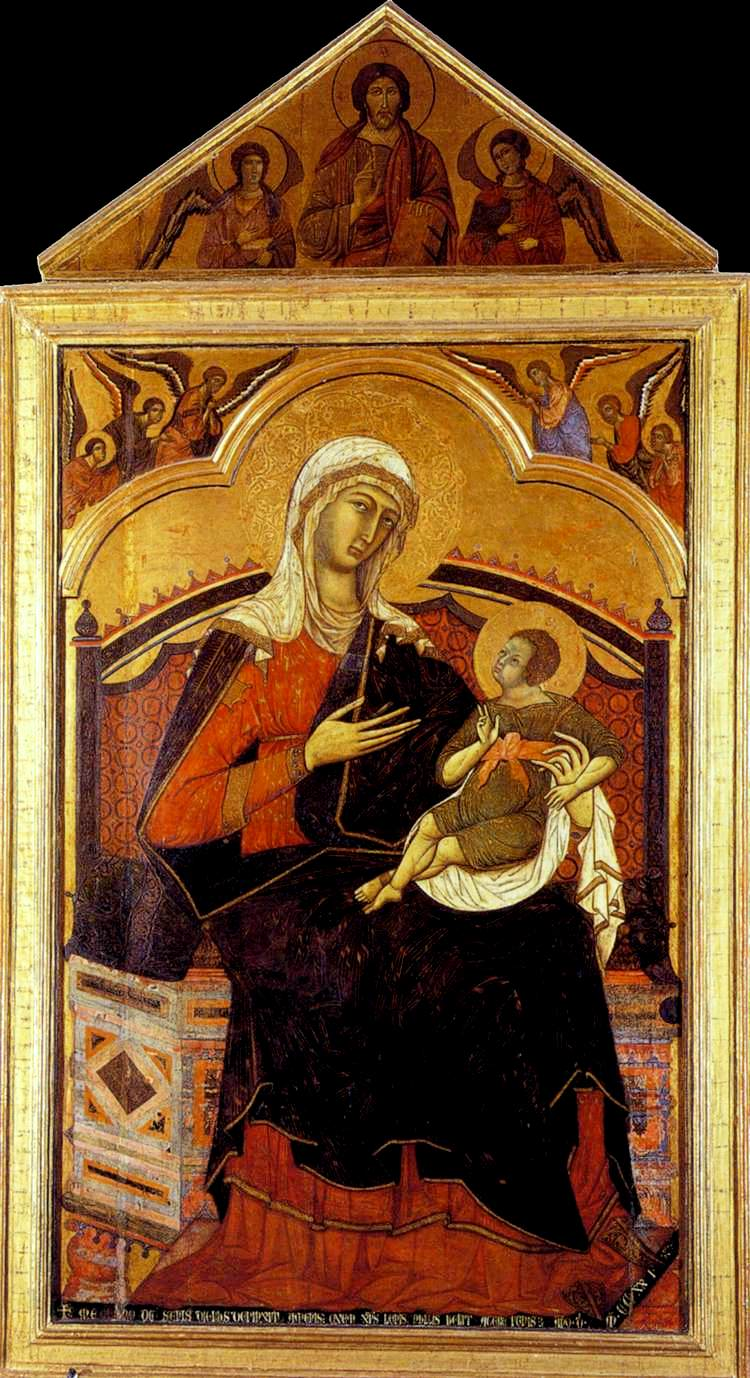
Guido da Siena, Madonna z Dzieciątkiem na tronie, XIII wiek.

Guido da Siena (ur. prawdopodobnie ok. 1230, zm. ok. 1290) – włoski malarz, tworzący w Sienie w drugiej połowie XIII wieku, prawdopodobnie między 1260-1280 w stylu nawiązującym bezpośrednio do ikon bizantyńskich (tzw. Maniera Graeca).
Nie zachowały się żadne przekazy dotyczące życia malarza; jego imię znane jest z inskrypcji umieszczonej pod malowidłem przedstawiającym Madonnę z Dzieciątkiem zwanym Maesta di San Domenico przechowywanym w bazylice San Domenico w Sienie, w której artysta nazywa siebie Me Guido da Senis.
Przez niektórych badaczy utożsamiany z Guido Grazianim, co jednak wydają się negować różnice stylistyczne. Na podstawie analogii ikonograficznych pomiędzy Maestą a zachowanymi dziełami szkoły z Sieny przypisuje mu się pewną liczbę niesygnowanych dzieł.

## Domniemane dzieła
- Pokłon Trzech Króli (ok. 1270) – Lindenau Museum, Altenburg.
- Scena Bożego Narodzenia – Luwr, Paryż.
- Ofiarowanie w świątyni – część nastawy ołtarzowej, Luwr, Paryż.
- Madonna z Dzieciątkiem na tronie – jedyne dzieło podpisane przez artystę, bazylika San Domenico, Siena.